# Municipio de Houston (Kansas)
El municipio de Houston (en inglés: Houston Township) es un municipio ubicado en el condado de Smith en el estado estadounidense de Kansas. En el año 2010 tenía una población de 166 habitantes y una densidad poblacional de 1,78 personas por km².

## Geografía
El municipio de Houston se encuentra ubicado en las coordenadas 39°36′54″N 98°53′9″O / 39.61500, -98.88583. Según la Oficina del Censo de los Estados Unidos, el municipio tiene una superficie total de 93.04 km², de la cual 92,89 km² corresponden a tierra firme y (0,15 %) 0,14 km² es agua.

## Demografía
Según el censo de 2010, había 166 personas residiendo en el municipio de Houston. La densidad de población era de 1,78 hab./km². De los 166 habitantes, el municipio de Houston estaba compuesto por el 95,78 % blancos, el 0,6 % eran afroamericanos, el 1,81 % eran amerindios y el 1,81 % eran de una mezcla de razas. Del total de la población el 0 % eran hispanos o latinos de cualquier raza.